# Diglossa gloriosissima
Diglossa gloriosissima là một loài chim trong họ Thraupidae.